# Gueniza

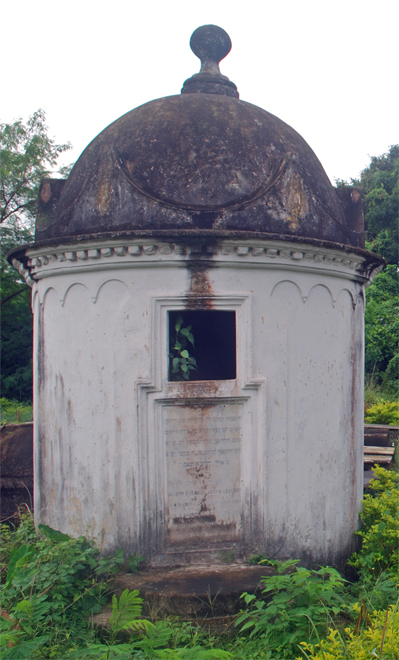
Guéniza au cimetière juif de Calcuta (Inde)

Une gueniza ou guenizah (héb. : גניזה « [endroit de mise en] dépôt » ; pluriel guenizot) est la pièce d’une synagogue servant d’entrepôt, principalement pour des ouvrages traitant de sujets religieux rédigés en hébreu, devenus inutilisables, en attendant de les enterrer dans un cimetière, car il est interdit de jeter des documents écrits comportant l’un des sept Noms de Dieu qu’on ne peut effacer, y compris des lettres personnelles et des contrats légaux qui s’ouvrent par une invocation de Dieu. En pratique, les guenizot contenaient aussi des documents profanes, comprenant ou non la coutumière invocation d’ouverture, ainsi que des documents rédigés en d’autres idiomes que l’hébreu, mais utilisant un alphabet ayant la même origine que l’alphabet hébreu (c’est le cas des langues judéo-arabes, du judéo-persan, du ladino, du yiddish, etc.). 

## Présentation
Il existait une coutume consistant en la collecte solennelle du matériel entreposé dans la gueniza, avant de l’enterrer dans des cimetières. Les synagogues de Jérusalem enterraient le contenu de leurs guenizot tous les sept ans, ainsi qu’au cours d’une année de sécheresse, afin d’apporter la pluie. 
Cette coutume est associée avec celle, beaucoup plus ancienne, d’enterrer un homme notable ou honorable avec un sefer devenu passoul (impropre à l’usage, du fait d’une erreur de transcription, d’une lettre effacée ou de son ancienneté). Au Maroc, en Algérie, en Turquie et en Égypte, l’enterrement de documents était souvent pratiqué.
La gueniza de loin la plus célèbre, pour l’importance tant numérique que qualitative des textes qui y étaient entreposés, est la gueniza du Caire, découverte en 1864 par Jacob Saphir, et principalement étudiée par Solomon Schechter et Shlomo Dov Goitein. 
En 2012, est découverte à Dambach-la-Ville en Alsace une genizah qui offre de nombreuses informations sur la vie des Juifs en Alsace.  

## Origine du mot

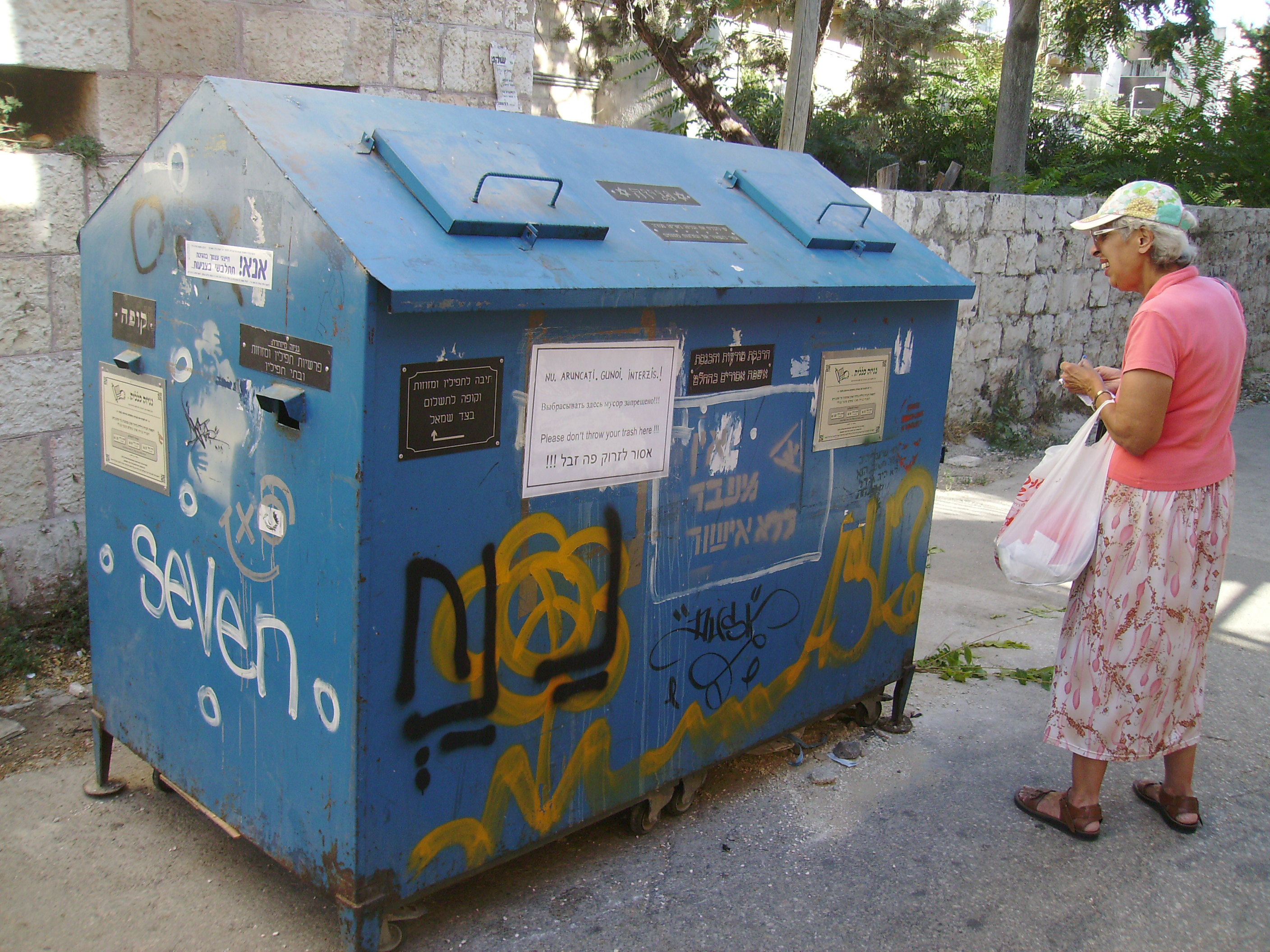
Gueniza sur laquelle un avis indique « Merci de ne pas jeter vos déchets ici ! », dans la rue Nahalaot à Jérusalem.

« Ce terme trouve son origine dans le mot hébreu genîza qui, comme l'arabe janâza, signifie « enterrement » - racine dérivée du persan ganj, qui a dans cette langue le sens de « trésor » et d'« entrepôt », d'« archives », proche de l'emploi biblique tel qu'on le trouve dans Esdras 6,1 ». 

## Lesguenizotdans le Talmud
Les références à la gueniza dans le Talmud se trouvent pratiquement toutes dans les traités Chabbat et Pessa’him : 
- Le Talmud de Babylone (traité Chabbat 115a) enseigne que tout écrit saint dans une autre langue que l’hébreu nécessite la gueniza, c’est-à-dire la préservation. Rabban Gamliel ordonne que le Targoum du Livre de Job soit caché (yigganez) sous le nidbak (une couche de pierres).
- C’est dans le même sens que le traité Pessa’him, page 56a, indique que Hizkiah cacha (ganaz) un ouvrage médical.
- Dans T.B Pessa’him 118b, bet gueniza signifie « trésor ».
- Dans Chabbat 30b, il y est fait référence lors d’une controverse rabbinique quant à l’inclusion dans le canon de la Bible hébraïque des Livres de l’Ecclésiaste et des Proverbes. De même, dans Chabbat 13b à propos du Livre d’Ézéchiel.

## À l'ère médiévale
Au Moyen Âge, les billets et manuscrits hébreux qui étaient relégués à la gueniza étaient connus comme shemot (« Noms ») car leur caractère saint, et donc l'impossibilité de les détruire, reposaient sur la présence de l’un des sept Noms de Dieu ineffaçables. 
Outre les papiers, des objets de culte, comme les tzitzit, les loulavim, ou les branches de myrte, y étaient placés.
D’après le folklore, ces billets servirent à cacher le Golem de Prague, dont le corps reposerait dans la gueniza de l’Altneushul de Prague.

## AuXXIesiècle
Dans leur essai The Jesus Family Tomb, Charles Pellegrino et Simcha Jacobovici rapportent que le tombeau de Talpiot (qu’ils présentent comme étant le véritable caveau familial de Jésus et sa famille) aurait servi de gueniza (sans l'accord toutefois des autorités de Jérusalem). Ils se fondent sur la découverte accidentelle d'une tombe parmi d'autres dans le sous-sol de Talpiot en 1980 et dont les noms des occupants ressemblent fortement à ceux connus pour Jésus et sa famille[réf. incomplète]. Or, il semble s'y trouver une forte concentration de billets et autres écrits dans les espaces alentour.